# Schreeuwpiha

## de Schreeuwpiha
De schreeuwpiha (Lipaugus vociferans) is een zangvogel uit de familie Cotingidae (cotinga's). Het mannetje bezet een groot territorium, dat hij met een luid gezang verdedigt. Soms zijn de territoria groepsgewijs geordend. De vogels zijn er dan buren. De roepen van een schreeuwpiha beginnen eigenlijk altijd met een wieoe-roep. Het eindigt met een wieiet-wieoe roep. Het mannetje kun je de hele dag door horen te roepen.

## Verspreiding en leefgebied
De schreeuwpiha komt voor in het Amazonegebied en in het oosten van Brazilië. Hij leeft in het laaglandbos. 

## Status
De grootte van de populatie van de schreeuwpiha is niet gekwantificeerd maar de soort wordt omschreven als algemeen. Op de Rode lijst van de IUCN heeft deze soort de status niet bedreigd.
- Avibase